# Tasil (nahija)
Nahija Tasil (ar. ناحية تسيل) je nahija u okrugu Izra', u sirijskoj pokrajini Daraa. Po popisu iz 2004. (prije rata), nahija je imala 17.778 stanovnika. Administrativno sjedište je u naselju Tasil.